# Lockerbie-aanslag

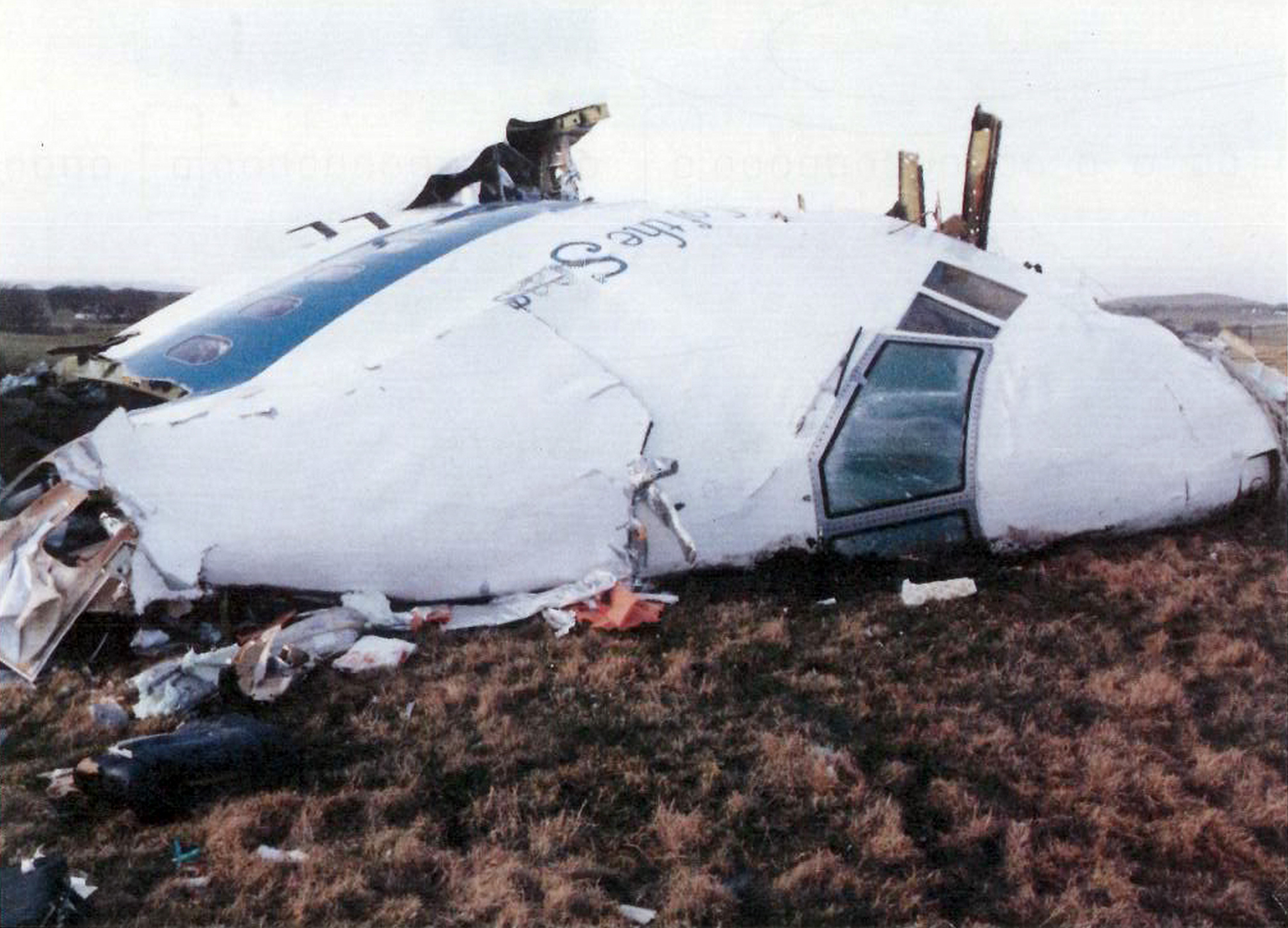
Het neergestorte vliegtuig

De Lockerbie-aanslag was de terroristische aanslag op vlucht 103 van de Amerikaanse luchtvaartmaatschappij Pan Am op 21 december 1988 boven het Schotse plaatsje Lockerbie. Deze gebeurtenis en de nasleep ervan staan ook bekend als de Lockerbie-ramp en Lockerbie-affaire.

## Explosie
Pan Am-vlucht 103, een Boeing 747 met de naam Clipper Maid of the Seas, was onderweg van Frankfurt naar New York en had zojuist een tussenlanding gemaakt in Londen. Even na zeven uur 's avonds verdween het vliegtuig van de radar. Het vloog op dat moment op tien kilometer hoogte, en werd door een explosie in het bagageruim uiteengereten. Een brandende vleugel (waarin bij dergelijke vliegtuigen de kerosine zit) kwam neer in een woonwijk, waardoor ook op de grond slachtoffers vielen. Alle 259 inzittenden (243 passagiers en 16 bemanningsleden) en 11 mensen op de grond kwamen om het leven.

## Onderzoek
Onderzoek van de Britse luchtvaartautoriteiten wees uit dat de explosie veroorzaakt was door een semtexbom die verstopt was in een koffer in het bagageruim. Wie de koffer daar had geplaatst bleef echter lang onduidelijk.
In eerste instantie richtte het onderzoek van de Schotse justitie, geassisteerd dan wel gestuurd door Britse en Amerikaanse inlichtingendiensten, zich op een splintergroepering van de PLO, die door Iran zou worden gesteund. Iran zou een dergelijke daad hebben willen laten plegen als vergelding voor een incident op 3 juli 1988, waarbij de VS een Iraans burgervliegtuig (vlucht Iran Air 655) neerschoten en alle 290 inzittenden omkwamen.
Volgens justitie liep dat spoor echter dood, en waren er sterke aanwijzingen voor betrokkenheid van Libië. In november 1991 gelastte de Schotse justitie de aanhouding van twee verdachten: Abdel Basset al-Megrahi en Al-Amin Khalifa Fhima. Beiden waren agenten van de Libische geheime dienst, en zouden er voor hebben gezorgd dat de bomkoffer in Frankfurt aan boord werd gebracht van de 747.
De Verenigde Staten hielden Libië verantwoordelijk voor de bomaanslag op discotheek La Belle in West-Berlijn in 1986. Bij een Amerikaans vergeldingsbombardement op Tripoli was volgens de Libische autoriteiten onder meer een pleegdochter van de Libische leider Moammar al-Qadhafi genaamd Hanna om het leven gekomen. Men vermoedde daarom dat Qadhafi opdracht had gegeven tot de aanslag op het Pan Am-toestel, uit wraak.
Abu Agila Masud wordt gezien als een sleutelfiguur bij de bomaanslag. Masud zou de bom hebben gemaakt waarmee het toestel tot ontploffing werd gebracht. Hij werd in 2020 door de Verenigde Staten bij verstek aangeklaagd in verband met de terreuraanslag. Eind 2022 werd bekend dat Masud in handen was van justitie in de Verenigde Staten.

## Uitlevering
Libië weigerde aanvankelijk de mannen uit te leveren. Die houding werd in 1992 veroordeeld door de Veiligheidsraad van de Verenigde Naties, die tot een wapen- en luchtvaartembargo besloot. Het embargo werd in 1993 uitgebreid met een verbod op de levering van onderdelen voor de oliewinning aan het Noord-Afrikaanse land; ook werden Libische tegoeden bij buitenlandse banken bevroren.
Na veel diplomatiek getouwtrek werd in 1998 een overeenkomst bereikt: Libië zou de verdachten uitleveren en de rechtszaak zou plaatsvinden naar Schots recht op neutraal terrein. Nederland stelde daartoe een terrein beschikbaar bij Soesterberg, het Kamp van Zeist, en verklaarde de Nederlandse wet tijdelijk niet van toepassing op de rechtspraak die daar zou plaatsvinden. De VN-sancties werden opgeschort.

## Rechtszaak
Op 5 april 1999 kwamen de verdachten in Nederland aan; op 3 mei 2000 kon de rechtszaak beginnen. Op 31 januari 2001, ruim twaalf jaar na de explosie, werd Al-Megrahi tot een levenslange gevangenisstraf veroordeeld; medeverdachte Khalifa Fhimah werd vrijgesproken. Al-Megrahi werd overgebracht naar een gevangenis in Schotland en ging in beroep tegen zijn veroordeling. Hij pleitte onschuldig te zijn, maar zonder succes. Op donderdag 28 juni 2007 werd bekend dat de Libiër opnieuw beroep kon aantekenen tegen zijn veroordeling.
Op 1 augustus 2007 meldde de zoon van kolonel Qadhafi, Saif al-Islam al-Qadhafi, dat hij onderhandelingen voerde met de Britse overheid tot uitlevering van Abdel Basset al-Megrahi. De deal handelde binnen het kader van vijf Bulgaarse verpleegsters en een Palestijnse arts die door het Libische gerecht recentelijk tot levenslang waren veroordeeld wegens verantwoordelijkheid voor de Libische hiv-zaak, wat door diverse internationale waarnemers ten stelligste werd betwist. In ruil voor een aantal tegemoetkomingen, waaronder één miljoen dollar schadevergoeding voor de familie van elk besmet kind en het herzien van internationale sancties, verleende kolonel Qadhafi gratie en werden de zes veroordeelden kort na de veroordeling uitgeleverd aan hun thuisland Bulgarije.
De Libische regering is bereid geweest tot het betalen van schadevergoeding aan de nabestaanden, waardoor de laatste sancties op Libië werden opgeheven en het land van de lijst van terroristische landen af werd gehaald. Libië heeft echter nooit formeel schuld bekend.

## Vrijlating van Al-Megrahi
Abdel Basset Al-Megrahi werd op 20 augustus 2009 vrijgelaten, omdat hij in een terminale fase van prostaatkanker zou verkeren; hij zou nog slechts drie maanden te leven hebben. Het Witte Huis deelde mee de vrijlating te betreuren en onder de nabestaanden werd het vrijlatingsbericht met gemengde gevoelens ontvangen. Al-Megrahi keerde nog dezelfde dag terug naar Libië, waar hij een grootse ontvangst kreeg, wat een grote consternatie in Groot-Brittannië veroorzaakte. Al-Megrahi heeft steeds volgehouden onschuldig te zijn en was van plan dit in zijn memoires toe te lichten.
In juli 2010 was Megrahi nog steeds in leven en kwam naar buiten dat de arts die in 2009 de diagnose van spoedig overlijden had gesteld, door Libië onder druk was gezet. Al-Megrahi zou nog wel 10 jaar kunnen leven, zei arts Karol Sikora bijna een jaar na de vrijlating, daaraan toevoegend dat hij zich schaamde voor zijn besluit van toen. Korte tijd later verschenen berichten dat ook olieconcern BP de hand had gehad in het beïnvloeden van de diagnose, met het oog op concessies voor olieboringen voor de kust van Libië. Op 26 juli 2011 verschenen op de Libische tv beelden van een in een rolstoel zittende Al-Megrahi, die aanwezig was bij een pro-Qadhafi-bijeenkomst in Tripoli. Al-Megrahi overleed op 20 mei 2012 op 60-jarige leeftijd aan de gevolgen van kanker.

## Qadhafi en de aanslag
Tijdens de protesten in Libië in 2011 zei de inmiddels naar de oppositie overgelopen minister van Justitie Mustafa Abdel-Jalil in een interview met het Zweedse dagblad Expressen dat Moammar al-Qadhafi opdracht heeft gegeven tot de aanslag.